# عقب‌نشینی دموکراتیک

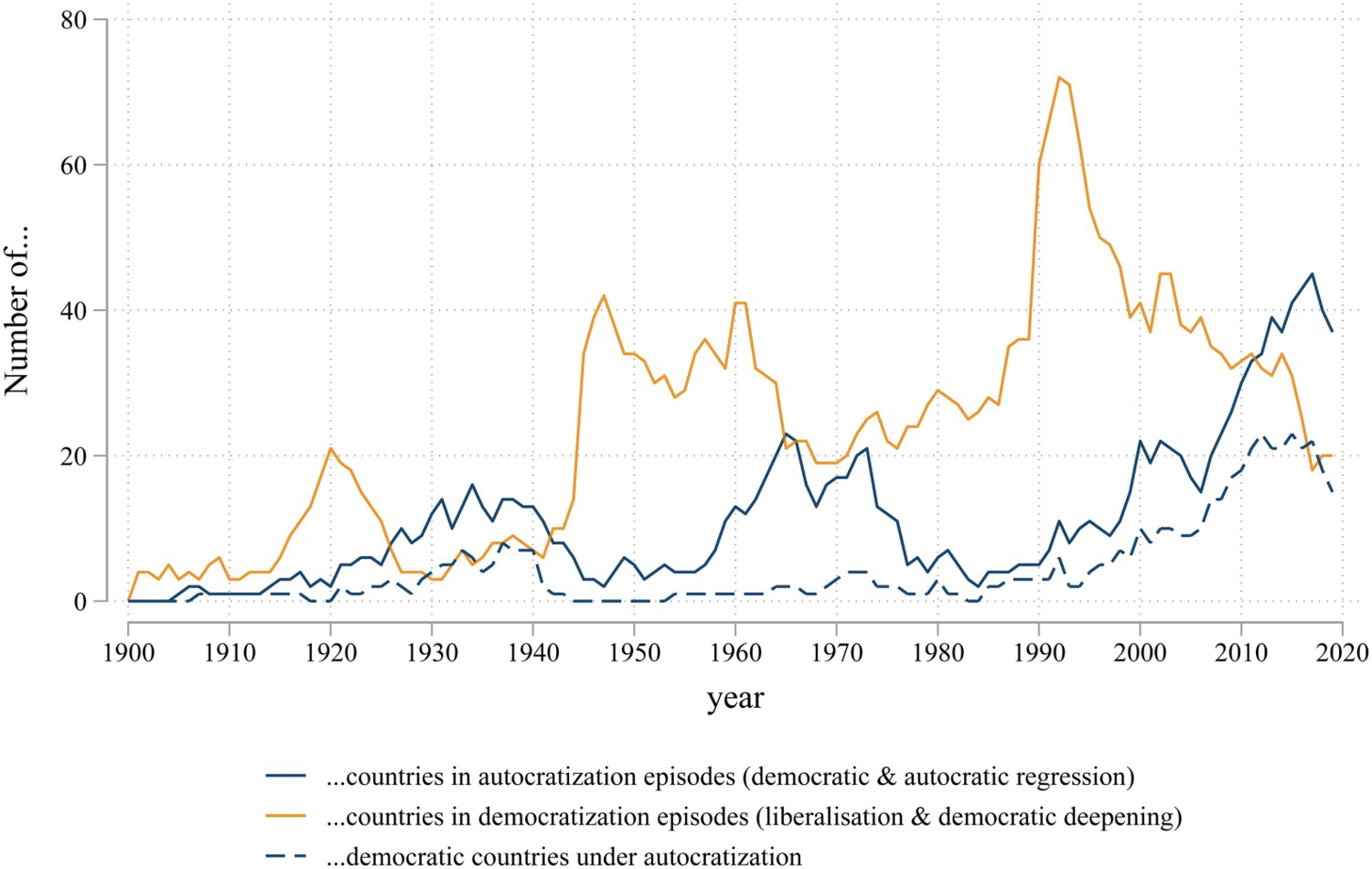
از سال ۲۰۱۰ میلادی، تعداد کشورهای در حال خودکامگی شدن (آبی) بیشتر از کشورهای در حال مردم‌سالاری شدن (زرد) است.

پسرفت دموکراتیک یا عقب‌نشینی دموکراتیک (به انگلیسی:Democratic backsliding)، فرسایش دموکراتیک یا اقتدارسازی (انگلیسی:Autocratization) اصطلاحاتی در علوم سیاسی هستند که به اشاره به کاهش میزان مردم‌سالاری و رشد خودکامگی در یک جامعه دارند. طبق یک مطالعه در سال ۲۰۲۰ میلادی، بیش از نیمی از کشورهای جهان مردم‌سالارانه هستند. این مطالعه ۱۶۵ کشور را مورد بررسی قرار داد و مشخص کرد که ۹۸ کشور مردم‌سالار هستند. از سال ۲۰۱۰ میلادی، جهان اقتدارگرایانه‌تر شده‌است، به طوری که یک چهارم جمعیت جهان تحت حکومت نظام‌های ترکیبی با کاهش مردم‌سالاری تا سال ۲۰۲۰ روبه‌رو شدند.
علت‌های کاهش مردم‌سالاری شامل عدم حمایت عمومی از مردم‌سالاری، نابرابری اقتصادی و تنش‌های اجتماعی، سیاست عوام‌گرایانه یا شخصیت‌گرایانه و نفوذ خارجی قدرت‌های بزرگ است. در حالی که تغییر حکومت از طریق کودتا‌های نظامی پس از پایان جنگ سرد کاهش یافته‌است، اشکال ظریف تر خودکامگی افزایش یافته‌است. در طول موج سوم مردم‌سالاری سازی در اواخر قرن بیستم، بسیاری از دموکراسی‌های جدید و ضعیف نهادینه شدند. دقیقاً این رژیم‌ها در برابر رشد خودکامگی آسیب‌پذیرتر هستند. موج سوم خودکامگی از سال ۲۰۱۰، زمانی که تعداد دموکراسی‌های لیبرال در بالاترین حد خود بود، ادامه دارد.

کشورهای درحال خودکامگی (قرمز) و کشورهای درحال مردم‌سالاری (آبی) شدن. کشورهای خاکستری بدون تغییر هستند.[https://www.v-dem.net/media/filer_public/74/8c/748c68ad-f224-4cd7-87f9-8794add5c60f/dr_2021_updated.pdf

در مردم‌سالاری‌ها، نابودی مردم‌سالاری ناشی از ضعیف شدن نهادهای سیاسی به رهبری دولت است که سیستم مردم‌سالار را حفظ می‌کنند، مانند: انتقال مسالمت آمیز قدرت یا انتخابات آزاد و عادلانه. اگرچه فرض بر این است که این عناصر سیاسی منجر به شروع خودکامگی می‌شوند، اما نقض حقوق فردی که زیربنای مردم‌سالاری است، به ویژه آزادی بیان، سلامت، کارایی و پایداری نظام‌های مردم‌سالار را در طول زمان زیر سؤال می‌برد. در طول بحران‌های ملی، خطرات منحصر به فردی از ایجاد خودکامگی وجود دارد. این می‌تواند زمانی اتفاق بیفتد که رهبران در طول وضعیت‌های اضطراری قوانین خودکامه ای را وضع کنند که یا نامتناسب با شدت بحران است یا پس از بهبود وضعیت بر جای خود باقی می‌ماند.